# Mike Phelan
Michael "Mike" Christopher Phelan (Nelson, Lancashire, Inglaterra, 24 de septiembre de 1962) es un entrenador inglés, exfutbolista, también conocido como Micky Phelan o Mick Phelan.
Fue el asistente de entrenador de Ferguson en la consecución de tres títulos de Premier League, un Mundial de Clubes, dos Copa de la Liga y dos finales de la Champions League. Dejó el club poco después del retiro de Alex Ferguson.
En julio de 2016, sustituyó a Steve Bruce en el banquillo del Hull City, recién ascendido a la Premier League. Después de un arranque de temporada prometedor, en el que el equipo de Kingston upon Hull llegó a ocupar puestos europeos; los 'Tigers' sólo sumaron 3 puntos en 9 partidos, lo que les hizo caer a la última posición de la tabla y provocó el despido de Phelan en enero de 2017.

## Clubes

### Como jugador
| Club                 | País       | Año         | Partidos | Goles |
| -------------------- | ---------- | ----------- | -------- | ----- |
| Burnley FC           | Inglaterra | 1979 - 1985 | 168      | 9     |
| Norwich City FC      | Inglaterra | 1985 - 1989 | 194      | 10    |
| Manchester United    | Inglaterra | 1989 - 1994 | 102      | 2     |
| West Bromwich Albion | Inglaterra | 1994 - 1995 | 21       | 0     |

### Como entrenador
| Club      | País       | Año         |
| --------- | ---------- | ----------- |
| Hull City | Inglaterra | 2016 - 2017 |

## Palmarés
Manchester United
- FA Premier League: 1992-93
- FA Cup: 1990
- Copa de la Liga de Inglaterra: 1992
- FA Community Shield: 1990
- Recopa de Europa: 1991